# Lista dei patrimoni dell'umanità

Suddivisione dei patrimoni UNESCO per nazione (2018)

Segue la lista dei patrimoni dell'umanità per nazione.

## Africa
- Algeria
- Angola
- Benin
- Botswana
- Burkina Faso
- Camerun
- Capo Verde
- Ciad
- Costa d'Avorio
- Egitto
- Eritrea
- Etiopia
- Gabon
- Gambia
- Ghana
- Guinea
- Guinea-Bissau
- Kenya
- Lesotho
- Libia
- Madagascar
- Malawi
- Mali
- Marocco
- Mauritania
- Mauritius
- Mozambico
- Namibia
- Niger
- Nigeria
- Repubblica Centrafricana
- Repubblica del Congo
- Repubblica Democratica del Congo
- Ruanda
- Senegal
- Seychelles
- Sierra Leone
- Sudafrica
- Sudan
- Tanzania
- Togo
- Tunisia
- Uganda
- Zambia
- Zimbabwe

## America
- Antigua e Barbuda
- Argentina
- Barbados
- Belize
- Bolivia
- Brasile
- Canada
- Cile
- Colombia
- Costa Rica
- Cuba
- Dominica
- Ecuador
- El Salvador
- Giamaica
- Guatemala
- Haiti
- Honduras
- Messico
- Nicaragua
- Panama
- Paraguay
- Perù
- Repubblica Dominicana
- Saint Kitts e Nevis
- Saint Lucia
- Stati Uniti
- Suriname
- Uruguay
- Venezuela

## Asia
- Afghanistan
- Arabia Saudita
- Armenia
- Azerbaigian
- Bahrein
- Bangladesh
- Birmania
- Cambogia
- Cina
- Cipro
- Corea del Nord
- Corea del Sud
- Egitto
- Emirati Arabi Uniti
- Filippine
- Georgia
- Giappone
- Giordania
- India
- Indonesia
- Iran
- Iraq
- Israele
- Kazakistan
- Kirghizistan
- Laos
- Libano
- Malaysia
- Mongolia
- Nepal
- Oman
- Pakistan
- Palestina
- Qatar
- Russia
- Singapore
- Siria
- Sri Lanka
- Tagikistan
- Thailandia
- Turchia
- Turkmenistan
- Uzbekistan
- Vietnam
- Yemen

## Europa
- Albania
- Andorra
- Armenia
- Austria
- Azerbaigian
- Belgio
- Bielorussia
- Bosnia ed Erzegovina
- Bulgaria
- Cipro
- Città del Vaticano
- Croazia
- Danimarca
- Estonia
- Finlandia
- Francia
- Georgia
- Germania
- Grecia
- Irlanda
- Islanda
- Italia
- Lettonia
- Lituania
- Lussemburgo
- Macedonia del Nord
- Malta
- Moldavia
- Montenegro
- Norvegia
- Paesi Bassi
- Polonia
- Portogallo
- Regno Unito
- Repubblica Ceca
- Romania
- Russia
- San Marino
- Serbia
- Slovacchia
- Slovenia
- Spagna
- Svezia
- Svizzera
- Turchia
- Ucraina
- Ungheria

## Oceania
- Australia
- Figi
- Indonesia
- Isole Marshall
- Isole Salomone
- Kiribati
- Nuova Zelanda
- Palau
- Papua Nuova Guinea
- Stati Federati di Micronesia
- Vanuatu

## Transfrontalieri
L'UNESCO considera la possibilità del riconoscimento di siti la cui estensione attraversa i confini degli Stati, detti quindi transfrontalieri.
Nel caso, ad esempio, delle antiche faggete primordiali dei Carpazi e di altre regioni d'Europa il patrimonio comprende siti in ben 18 stati, mentre in quello dell'arco geodetico di Struve il patrimonio si estende in 10 stati (alla creazione dell'arco, 1816-1855, erano solo due; sono aumentati a seguito delle vicende politiche della Scandinavia, dell'impero russo e dello stato sovietico).
La nazione che ha più siti transfrontalieri è la Germania (11), mentre Francia e Belgio sono quelle che ne hanno di più in comune (5). Di seguito ne viene proposta una lista.
| Stati | Nome del sito | Anno d'iscrizione   | Categoria | Scheda UNESCO N. |
| --- | --- | ------------------- | --------- | ---------------- |
| Albania Austria Belgio Bosnia ed Erzegovina Bulgaria Croazia Francia Germania Italia Macedonia del Nord Polonia Rep. Ceca Romania Slovacchia Slovenia Spagna Svizzera Ucraina | Antiche faggete primordiali dei Carpazi e di altre regioni d'Europa                                                                             | 2007-2011-2017-2021 | Naturale  | 1133             |
| Albania Macedonia del Nord | Patrimonio naturale e culturale della regione di Ocrida                                                                                         | 1979-1980-2019      | Misto     | 99               |
| Argentina Belgio Francia Germania Giappone India Svizzera | L'opera architettonica di Le Corbusier, un contributo eccezionale al Movimento Moderno                                                          | 2016                | Culturale | 1321             |
| Argentina Bolivia Cile Colombia Ecuador Perù | Qhapaq Ñan, sistema stradale andino | 2014                | Culturale | 1459             |
| Argentina Brasile | Missioni gesuite dei Guaraní: San Ignacio Miní, Santa Ana, Nuestra Señora de Loreto, Santa Maria la Mayor e le rovine di São Miguel das Missões | 1983-1984           | Culturale | 275              |
| Austria Belgio Francia Germania Italia Regno Unito Rep. Ceca | Grandi città termali d'Europa | 2021                | Culturale | 1613             |
| Austria Francia Germania Italia Slovenia Svizzera | Siti palafitticoli preistorici attorno alle Alpi                                                                                                | 2011                | Culturale | 1363             |
| Austria Germania Slovacchia | Frontiere dell'Impero romano - Limes danubiano (sezione occidentale)                                                                            | 2021                | Culturale | 1608             |
| Austria Ungheria | Paesaggio culturale del lago di Neusiedl | 2001                | Culturale | 772              |
| Azerbaigian Iran | Foreste ircane | 2019-2023           | Naturale  | 1584             |
| Belgio Francia | Torri campanarie di Belgio e Francia | 1999-2005           | Culturale | 943              |
| Belgio Francia | Siti cimiteriali e memoriali della Prima guerra mondiale (Fronte occidentale)                                                                   | 2023                | Culturale | 1567             |
| Belgio Paesi Bassi | Colonie della benevolenza | 2021                | Culturale | 1555             |
| Benin Burkina Faso Niger | Complesso W-Arly-Pendjari | 1996-2017           | Naturale  | 749              |
| Benin Togo | Koutammakou, la terra dei Batammariba | 2004-2023           | Culturale | 1140             |
| Bielorussia Estonia Finlandia Lettonia Lituania Moldavia Norvegia Russia Svezia Ucraina                                                                                       | Arco geodetico di Struve | 2005                | Culturale | 1187             |
| Bielorussia Polonia | Foresta di Białowieża | 1979-1992-2014      | Naturale  | 33               |
| Bosnia ed Erzegovina Croazia Montenegro Serbia | Cimiteri di tombe medievali stećci | 2016                | Culturale | 1504             |
| Camerun Rep. Centrafricana Rep. del Congo | Sangha Trinational | 2012                | Naturale  | 1380             |
| Canada Stati Uniti | Kluane/Wrangell-St. Elias/Glacier Bay/Tatshenshini-Alsek                                                                                        | 1979-1992-1994      | Naturale  | 72               |
| Canada Stati Uniti | Parco internazionale della pace Waterton-Glacier                                                                                                | 1995                | Naturale  | 354              |
| Cina Kazakistan Kirghizistan | Vie della Seta: la rete di percorsi del corridoio Chang'an-Tianshan                                                                             | 2014                | Culturale | 1442             |
| Città del Vaticano Italia | Centro storico di Roma, le proprietà extraterritoriali della Santa Sede nella città e la Basilica di San Paolo fuori le mura                    | 1980-1990           | Culturale | 91               |
| Costa d'Avorio Guinea | Riserva naturale integrale del Monte Nimba | 1981-1982           | Naturale  | 155              |
| Costa Rica Panama | Riserve della Cordigliera di Talamanca-La Amistad/Parco nazionale La Amistad                                                                    | 1983-1990           | Naturale  | 205              |
| Croazia Italia Montenegro | Opere di difesa veneziane tra XVI e XVII secolo: Stato da Terra-Stato da Mar occidentale                                                        | 2017                | Culturale | 1533             |
| Danimarca Germania Paesi Bassi | Mare dei Wadden | 2009-2014           | Naturale  | 1314             |
| Danimarca Germania Regno Unito Stati Uniti | Insediamenti della Chiesa morava | 2015-2024           | Culturale | 1468             |
| Finlandia Svezia | Alta costa / Arcipelago del Kvarken | 2000-2006           | Naturale  | 898              |
| Francia Spagna | Pirenei-Mont Perdu | 1997-1999           | Misto     | 773              |
| Gambia Senegal | Cerchi di pietra di Senegambia | 2006                | Culturale | 1226             |
| Germania Paesi Bassi | Frontiere dell'Impero romano - Limes della Germania inferiore                                                                                   | 2021                | Culturale | 1631             |
| Germania Polonia | Parco di Muskau | 2004                | Culturale | 1127             |
| Germania Regno Unito | Frontiere dell'Impero romano | 1987-2005-2008      | Culturale | 430              |
| Germania Rep. Ceca | Regione mineraria Erzgebirge/Krušnohoří | 2019                | Culturale | 1478             |
| Italia Svizzera | Monte San Giorgio | 2003-2010           | Naturale  | 1090             |
| Italia Svizzera | Ferrovia Retica nel paesaggio culturale dell'Albula e del Bernina                                                                               | 2008                | Culturale | 1276             |
| Kazakistan Kirghizistan Uzbekistan | Tien Shan occidentale | 2016                | Naturale  | 1490             |
| Kazakistan Turkmenistan Uzbekistan | Deserti freddi invernali del Turan | 2023                | Naturale  | 1693             |
| Laos Vietnam | Parco nazionale di Phong Nha-Ke Bang e Parco nazionale di Hin Nam No                                                                            | 2003-2015-2025      | Naturale  | 951              |
| Lesotho Sudafrica | Parco Maloti-Drakensberg | 2000-2013           | Misto     | 985              |
| Lituania Russia | Istmo di Curlandia | 2000                | Culturale | 994              |
| Mongolia Russia | Bacino di Uvs Nuur | 2003                | Naturale  | 769              |
| Mongolia Russia | Paesaggi della Dauria | 2017                | Naturale  | 1448             |
| Mozambico Sudafrica | Parco della zona umida di iSimangaliso – Parco nazionale di Maputo                                                                              | 1999-2025           | Naturale  | 914              |
| Polonia Ucraina | Tserkvas in legno della regione dei Carpazi in Polonia e Ucraina                                                                                | 2013                | Culturale | 1424             |
| Portogallo Spagna | Siti di arte paleolitica nella Valle del Côa e Siega Verde                                                                                      | 1998-2010           | Culturale | 866              |
| Slovacchia Ungheria | Grotte del Carso di Aggtelek e del Carso slovacco                                                                                               | 1995-2000           | Naturale  | 725              |
| Slovenia Spagna | Patrimonio del mercurio. Almadén e Idria | 2012                | Culturale | 1313             |
| Tagikistan Turkmenistan Uzbekistan | Vie della Seta: corridoio Zarafshan-Karakum | 2023                | Culturale | 1675             |
| Zambia Zimbabwe | Mosi-oa-Tunya/Cascate Vittoria | 1989                | Naturale  | 509              |